# Károly Frigyes badeni nagyherceg
I. Károly Frigyes badeni nagyherceg (németül: Markgraf / Kurfürst / Großherzog Karl Friedrich I. von Baden; Karlsruhe, 1728. november 22. – Karlsruhe, 1811. június 10.) 1738–1771 között Baden–Durlach őrgrófja, 1771–1803 között Baden őrgrófja, 1803–1806 között Baden választófejedelme, 1806–1811 között Baden nagyhercege.

## Élete

### Származása, ifjúkora
Károly Frigyes herceg 1728-ban jött világra Frigyes baden–durlachi trónörökös herceg (1703–1732) és Amália nassau–dietz–orániai hercegnő (1710–1777) első gyermekeként a két fiú közül. Édesapja, aki egyetlen felnőttkort megélő fia volt III. Károly baden–durlachi őrgrófnak, Károly Frigyes születése után négy évvel elhunyt, így Károly Frigyes lett a baden–durlachi trón várományosa.

### Uralkodása
1738. május 12-én elhunyt Károly Frigyes nagyapja, III. Károly őrgróf. Az uralkodóház öröklési törvényei szerint Károly Frigyes lépett a baden–durlachi trónra, ám kiskorúsága miatt régenst neveztek ki melléje. Távoli unokatestvére, Károly Ágost baden–durlachi herceg kormányozta az őrgrófságot Károly Frigyes helyett; a herceg 1746-ban, unokaöccse nagykorúvá válásakor köszönt le a hatalomról. 1771. október 21-én meghalt Ágost György Simpert baden–badeni őrgróf, akinek ugyan négy fia volt, de egyikük sem élte túl édesapját. A baden–badeni őrgróf halálával megszűnt a badeni ház „bernhard-ág” férfiúi vonala, mely 1535-től kezdve állt a baden–badeni terület élén. A baden–badeni korona Károly Frigyesre szállt, aki így egyesíteni tudta a badeni területeket, létrehozva a Badeni Őrgrófságot.
Károly Frigyes hosszú uralkodását a felvilágosult abszolutizmus jellemezte. Első feleségével bőkezűen támogatták a kultúrát, udvartartásuk egyike volt az ország kulturális központjainak. Megfordult náluk többek között Voltaire, Johann Gottfried Herder, Johann Wolfgang von Goethe és Christoph Willibald Gluck is. Az uralkodó emellett iskolákat és egyetemeket pártfogolt. Baden államában megindult az urbanizáció, a gazdaság rohamosan fejlődött. Meghívására számos órásmester és ékszerkészítő telepedett le Badenben; 1767-ben az őrgróf támogatásával nyitották meg a pforzheimi „művészeti iskolát”, ahol aranyművességet és az órakészítés mesterségét oktatják. Az uralkodó segítségével francia és svájci mesterek jöttek a fővárosba a célból, hogy manufaktúrákat hozzanak létre. 1767-ben uralkodói rendelkezésre eltörölték a kínvallatást; 1783-ban a jobbágyság intézményének megszűnését hirdették ki.
Ahogy az Napoléon Bonaparte tábornok által megszállt német területek mérete egyre nőtt, szükségessé vált a Német-római Birodalom területi újrafelosztása és az egyes államok uralkodói jogköreinek kiterjesztése. 1803. február 25-én a mindenkori badeni uralkodót választófejedelemmé emelték, ezáltal téve Badent a majdani császárválasztó államok egyikévé. 1806. július 12-én Baden kilépett a Német-római Birodalomból, és csatlakozott a Napóleon által alapított Rajnai Szövetséghez. Cserébe a Rajnai Szövetség minden állama és a Francia Császárság is elismerte Károly Frigyest badeni nagyhercegnek. A nagyherceg miniszterének, Sigismund von Reitzenstein báró politikájának köszönhetően Baden fennhatósága alá került a strasbourg-i, a baseli, a speyeri és a konstanzi hercegérsekség; valamint Badenhez csatolták Breisgau és Ortenau körzetét, megnövelve ezzel az ország területét.

### Házasságai, gyermekei

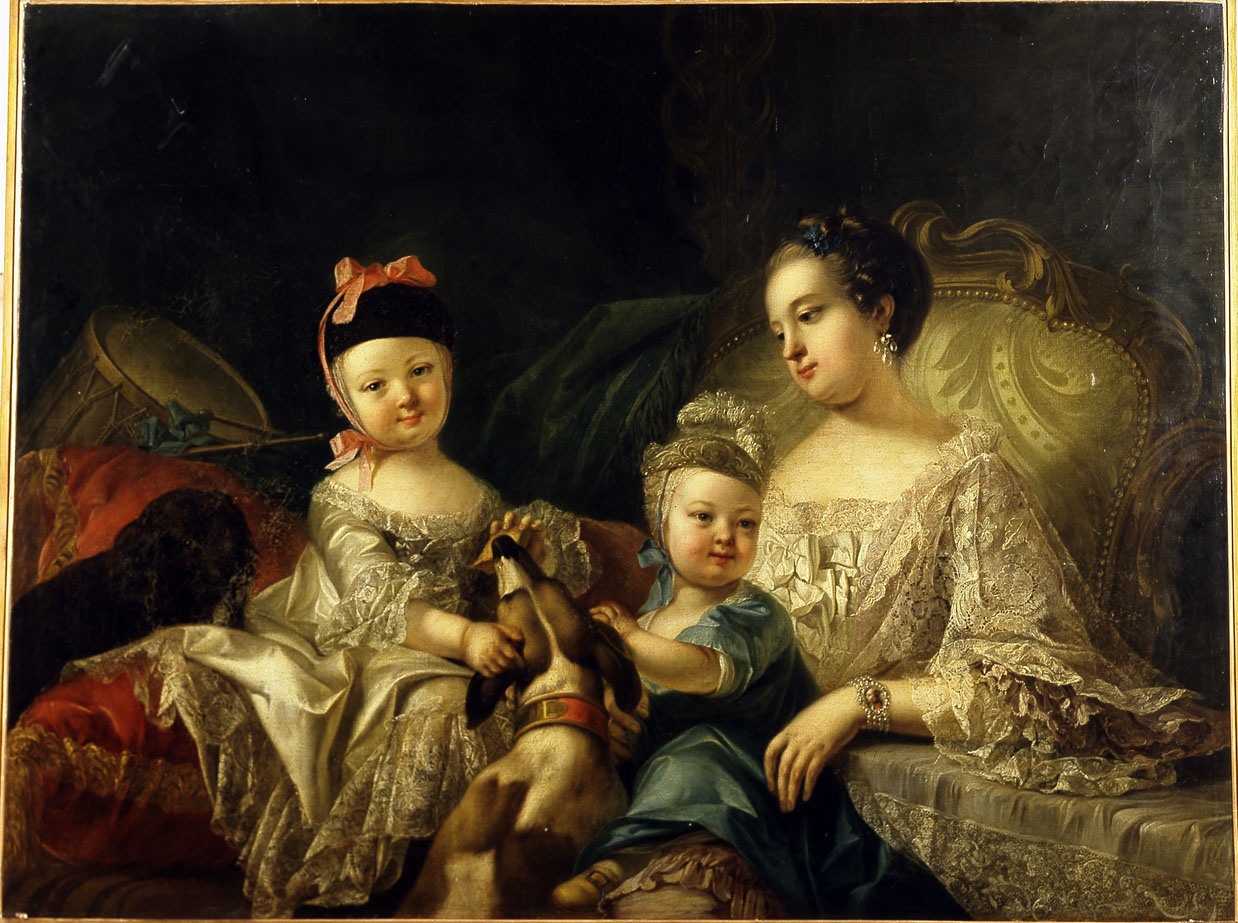
Karolina Lujza hessen–darmstadti hercegnő, két legidősebb fiával, Károly Lajossal és Frigyessel

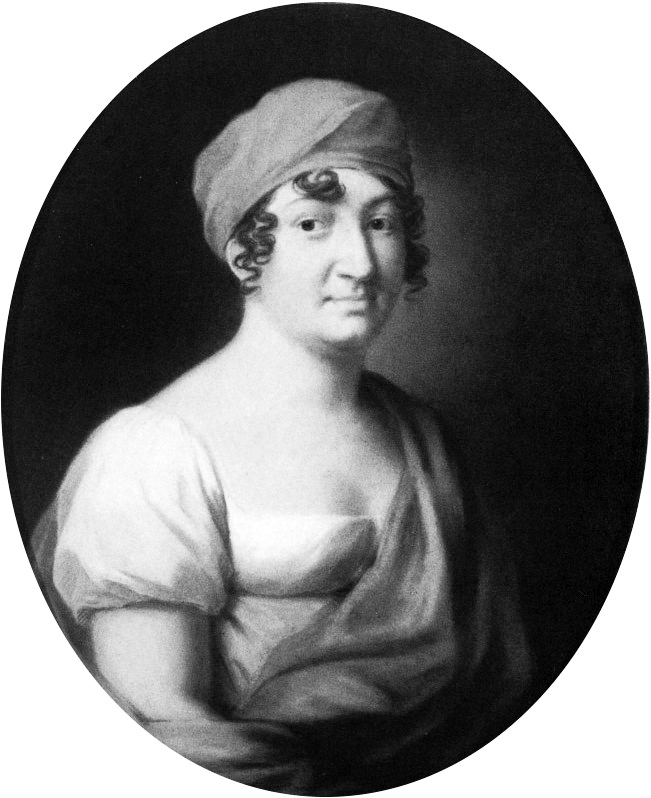
Luise Karoline Geyer von Geyersberg

1751. január 28-án Károly Frigyes feleségül vette Karolina Lujza hessen–darmstadti hercegnőt (1723–1783), VIII. Lajos hessen–darmstadti őrgróf leányát, akitől öt gyermeke született:
- Károly Lajos herceg (1755. február 14. – 1801. december 16.), nőül vette Amália hessen–darmstadti hercegnőt
- Frigyes herceg (1756. augusztus 29. – 1817. május 28.), nőül vette Krisztina Lujza nassau–usingeni hercegnőt
- Lajos herceg (1763. február 9. – 1830. március 30.), Baden nagyhercege
- koraszülött fiú (1764. július 29.)
- Lujza Auguszta hercegnő (1767. január 8. – 1767. január 11.), kisgyermekként elhalálozott.

Karolina Lujza 1783-ban váratlanul elhunyt Párizsban, magára hagyva férjét és gyermekeit.
Négy évvel első nejének halálát követően, 1787. november 24-én Károly Frigyes herceg újranősült; 1787. november 24-én oltár elé vezette Luise Karoline Geyer von Geyersberg bárónőt (1768–1820), Ludwig Heinrich Philipp Geyer von Geyersberg báró leányát. Házasságuk Geyer bárónő alacsony rangja miatt morganatikusnak (rangon alulinak) minősült. Ezt ellensúlyozandó ugyanezen a napon Luise Karolina Geyer a „Hochberg bárónő” (Freiin von Hochberg) méltóságra emelkedett, melyet 1796-ban II. Ferenc német-római császár a „Hochberg birodalmi grófnő” (Reichsgräfin von Hochberg) titulusra módosított. A második házasságból született gyermekek mindkét címet viselték:
- Lipót birodalmi gróf (1790. augusztus 29. – 1852. április 24.), Baden nagyhercege
- Vilmos birodalmi gróf (1792. április 8. – 1859. október 11.), nőül vette Erzsébet Alexandrina württembergi hercegnőt
- Frigyes Sándor birodalmi gróf (1793. június 10. – 1793. június 18.), kisgyermekként elhalálozott
- Amália birodalmi grófnő (1795. január 26. – 1869. szeptember 14.), házassága révén Fürstenberg uralkodó hercegnéje
- Miksa birodalmi gróf (1796. december 8. – 1882. március 6.).

1817-ben a fiúgyermek nélküli Károly badeni nagyherceg hercegi címet adott a Hochbergeknek, és felvette őket a badeni trónöröklési sorrendbe. Az uralkodó így próbálta megakadályozni, hogy halála esetén unokatestvére, a Wittelsbach-házból való I. Miksa bajor király kerüljön a badeni nagyhercegi trónra. 1818-ban, mikor Baden alkotmányt kapott, visszavonták a Hochbergek trónigényét; ennek ellenére 1830-ban Károly Frigyes második házasságából származó első fia, Lipót kapta a badeni nagyhercegi koronát.
Károly Frigyes nagyherceg 1811. június 10-én hunyt el Karlsruhe városában. Földi maradványait Pforzheimben temették el. Örökébe – mivel legidősebb fia, Károly Lajos ekkor már nem élt – unokája, Károly Lajos badeni herceg lépett.
| Előző uralkodó: III. Károly Baden–Durlach őrgrófjaként | Baden uralkodója 1738 – 1811 | Következő uralkodó: Károly Baden nagyhercegeként |

## Fordítás
- Ez a szócikk részben vagy egészben a Charles Frederick, Grand Duke of Baden című angol Wikipédia-szócikk ezen változatának fordításán alapul.  Az eredeti cikk szerkesztőit annak laptörténete sorolja fel. Ez a jelzés csupán a megfogalmazás eredetét és a szerzői jogokat jelzi, nem szolgál a cikkben szereplő információk forrásmegjelöléseként.
- Ez a szócikk részben vagy egészben a Karl Friedrich (Baden) című német Wikipédia-szócikk ezen változatának fordításán alapul.  Az eredeti cikk szerkesztőit annak laptörténete sorolja fel. Ez a jelzés csupán a megfogalmazás eredetét és a szerzői jogokat jelzi, nem szolgál a cikkben szereplő információk forrásmegjelöléseként.